# Sylvia Elvira Klar
Sylvia Elvira Klar (* 26. März 1885 in München als Sylvia Elvira Adlerstein; † 9. Juni 1942 in der Tötungsanstalt Bernburg) war eine deutsche Widerstandskämpferin und NS-Opfer.

## Leben

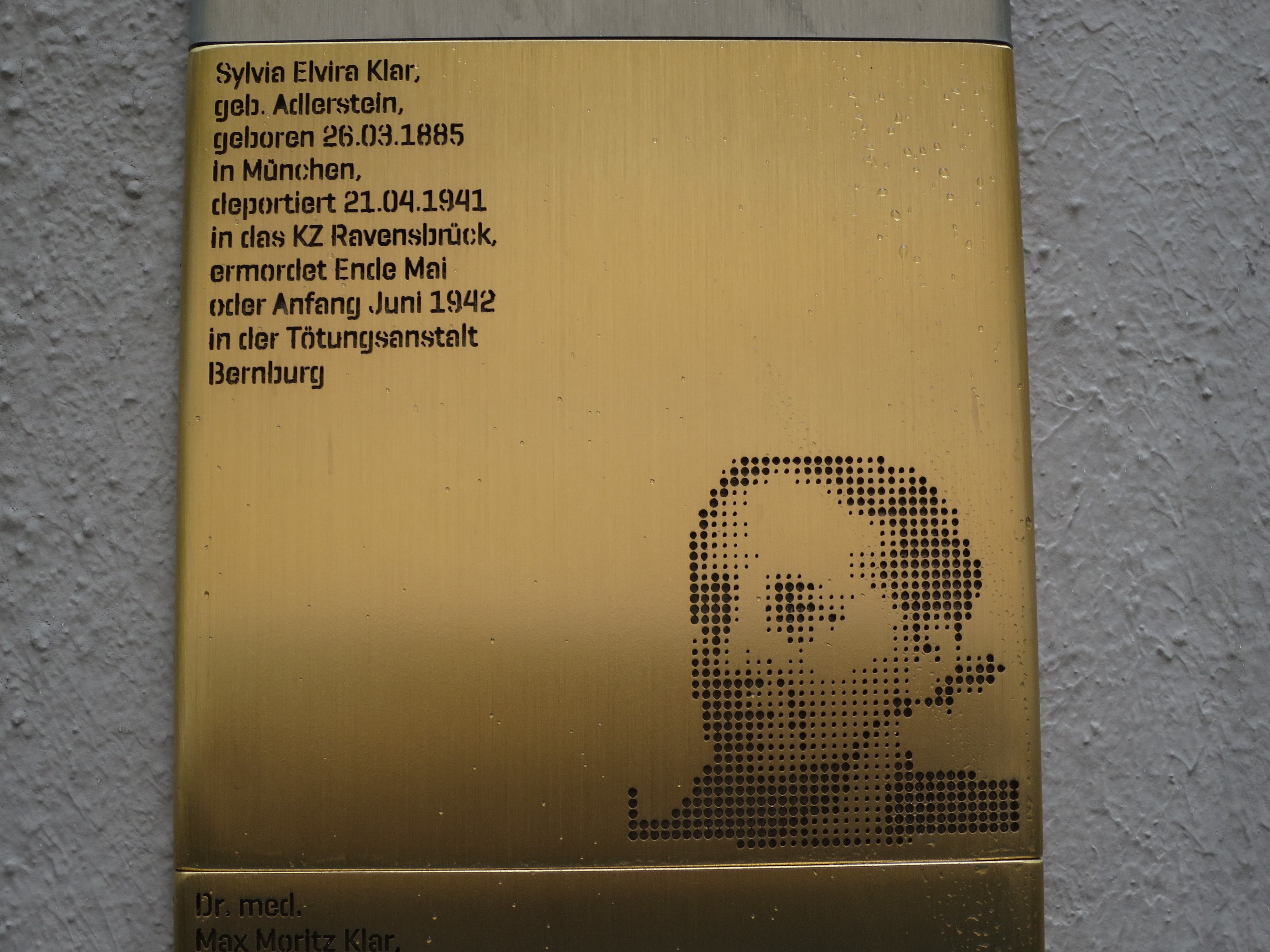
Erinnerungszeichen für Sylvia Elvira Klar

Klar war die Tochter des Justizrats Arnold Adlerstein und seiner Frau Ida, geborene Gotthelf und hatte eine Schwester, Johanna. Ihre Eltern ließen sich bereits in ihrer Kinderzeit scheiden. Am 23. Juli 1910 heiratete sie den Orthopäden Max Moritz Klar. Das Ehepaar sympathisierte mit der Sozialdemokratischen Partei und war mit dem Juristen und späteren bayerischen Ministerpräsidenten Wilhelm Hoegner befreundet. Nach dem Verbot der SPD im Juni 1933 versteckten sie den von der Bayerischen Politischen Polizei gesuchten Hoegner in ihrem Jagdhaus in der Nähe von Ingolstadt und später in ihrer Wohnung in der Jutastraße in München-Neuhausen. Am 11. Juli 1933 fuhr Sylvia Klar Hoegner zusammen mit zwei Freunden im Auto ihres Mannes in die Nähe von Mittenwald, von wo aus Hoegner nach Tirol fliehen konnte. Über ihre Freundin Lotte Branz hatte Klar auch Kontakte zur Widerstandsgruppe „Neu Beginnen“. Am 14. März 1933 wurde ihr Ehemann Max Klar festgenommen und ins Gefängnis Stadelheim gebracht. In der Reichspogromnacht am 9./10. November 1938 wurde Max Klar ins KZ Dachau verschleppt, wo er, an schwerem Diabetes leidend, am 30. November 1938 verstarb.
Am 1. Dezember 1939 verhaftete die Gestapo Sylvia Klar „wegen Vergehen gegen das Heimtückegesetz“. Am 2. Februar 1940 wurde sie als „politische Gefangene“ ins Frauen-Konzentrationslager Ravensbrück verschleppt. Im Juni 1940 wurde Klar zusätzlich wegen Devisenvergehens angeklagt, da sie emigrierten Freunden geholfen hatte, Wertgegenstände ins Ausland zu bringen. Im März 1941 wurde sie zu ihrer Gerichtsverhandlung wieder nach München gebracht und am 4. März 1941 vom Landgericht München I zu vier Monaten Gefängnis und 1.000 Reichsmark Geldstrafe verurteilt. Am 21. April 1941 wurde Sylvia Klar erneut in das KZ Ravensbrück deportiert, später als arbeitsuntauglich selektiert und im Rahmen der Aktion 14f13 Anfang Juni 1942 in der Tötungsanstalt Bernburg ermordet.

## Gedenken
Am 27. Januar 2019 wurde von der Stadt München ein Erinnerungszeichen vor ihrer Wohnung in der Jutastr. 24 im Münchner Stadtteil Neuhausen-Nymphenburg angebracht.
Eine Gedenkstele des WiderstandsDenkmals am Platz der Freiheit (München) erinnert sei 2016 an Sylvia Klar.